# Джерела в балці Скотовата

Джерела в балці Скотова — гідрологічна пам'ятка природи місцевого значення. Розташовується в Мар'їнському районі Донецької області біля села Іллінка, в північній частині балки Скотова. 
Статус пам'ятки природи присвоєно рішенням обласної ради н.д. від 25 березня 1995 року. 
Площа — 0,01 га. 
Є групою з трьох джерел низхідного типу з прозорою водою. Сумарний дебіт — 212 м3/год.